# Deutsche Poolbillard-Meisterschaft 2006 (Senioren)
Die Deutsche Poolbillard-Meisterschaft 2006 war die 22. Austragung zur Ermittlung der nationalen Meistertitel der Senioren in der Billardvariante Poolbillard. Sie wurde im Rahmen der Deutschen Billard-Meisterschaft in der Wandelhalle in Bad Wildungen ausgetragen.
Es wurden die Deutschen Meister in den Disziplinen 14/1 endlos, 8-Ball, 9-Ball und 8-Ball-Pokal ermittelt.

## Medaillengewinner
| Disziplin    | Gold                            | Silber                        | Bronze                             | Bronze                                  |
| ------------ | ------------------------------- | ----------------------------- | ---------------------------------- | --------------------------------------- |
| 14/1 endlos  | Holger Gries (1. PBC Karben)    | Thomas Damm (PBC Gera)        | Jusuf Kavi (PBC Hot Shots Essen)   | Günter Geisen (BC Oberhausen)           |
| 8-Ball       | Martin Neher (1. PBC Sonthofen) | Günter Geisen (BC Oberhausen) | Ronnie Hager (PBC Schipkau)        | Thomas Damm (PBC Gera)                  |
| 9-Ball       | Günter Geisen (BC Oberhausen)   | Willi Ludwig (BC Feuersee)    | Thomas Damm (PBC Gera)             | Roman Arnold (PBC Lampertheim)          |
| 8-Ball-Pokal | Holger Gries (1. PBC Karben)    | Willi Ludwig (BC Feuersee)    | Sigfried Bund (BC Colours Benrath) | Wolfgang Siethoff (PBC Fortuna Bexbach) |

## Modus
Die 32 Spieler, die sich über die Landesmeisterschaften der Billard-Landesverbände qualifiziert haben, spielten zunächst im Doppel-KO-System. Ab dem Viertelfinale wurde im KO-System gespielt.

## Wettbewerbe
Aus Gründen der Übersichtlichkeit werden im Folgenden jeweils nur die 16 bestplatzierten Spieler notiert.

### 14/1 endlos
| Platz | Spieler           | Verein                   |
| ----- | ----------------- | ------------------------ |
| 1     | Holger Gries      | 1. PBC Karben            |
| 2     | Thomas Damm       | PBC Gera                 |
| 3     | Jusuf Kavi        | PBC Hot Shots Essen      |
| 3     | Günter Geisen     | BC Oberhausen            |
| 5     | Wolfgang Siethoff | PBC Fortuna Bexbach      |
| 5     | Sigfried Bund     | BC Colours Benrath       |
| 5     | Andreas Leykamm   | 1. PBC Karben            |
| 5     | Willi Ludwig      | BC Feuersee              |
| 9     | Uwe Kirsch        | PBC Lüneburg             |
| 13    | Marinko Grgic     | MB Untermeitingen        |
| 13    | Achim Gharbi      | BSV Untermain Eichenböhl |
| 13    | Rudi Zick         | PBC Rot-Gelb Stolberg    |
| 13    | Klaus Karow       | 1. PBC Bremen-Neustadt   |

### 8-Ball
| Platz | Spieler           | Verein                |
| ----- | ----------------- | --------------------- |
| 1     | Martin Neher      | 1. PBC Sonthofen      |
| 2     | Günter Geisen     | BC Oberhausen         |
| 3     | Ronnie Hager      | PBC Schipkau          |
| 3     | Thomas Damm       | PBC Gera              |
| 5     | Holger Gries      | 1. PBC Karben         |
| 5     | Peter Jansen      | 1. PBC Joker Geldern  |
| 5     | Heiko Harries     | BF Bremen             |
| 5     | Sigfried Bund     | BC Colours Benrath    |
| 9     | Willi Ludwig      | BC Feuersee           |
| 9     | Raik Ernst        | BC Eisleben           |
| 9     | Andreas Leykamm   | 1. PBC Karben         |
| 13    | Thomas Baum       | BSF Kurpfalz          |
| 13    | Thomas Schröder   | BV Grafschafter Moers |
| 13    | Matthias Wolf     | BV Pforzheim          |
| 13    | Wolfgang Siethoff | PBC Fortuna Bexbach   |

### 9-Ball
| Platz | Spieler            | Verein                |
| ----- | ------------------ | --------------------- |
| 1     | Günter Geisen      | BC Oberhausen         |
| 2     | Willi Ludwig       | BC Feuersee           |
| 3     | Thomas Damm        | PBC Gera              |
| 3     | Roman Arnold       | PBC Lampertheim       |
| 5     | Reinhard Kuth      | 1. BV Siegburg        |
| 5     | Marinko Grgic      | MB Untermeitingen     |
| 5     | Rudi Zick          | PBC Rot-Gelb Stolberg |
| 5     | Matthias Wolf      | BV Pforzheim          |
| 9     | Edgar Beres        | PBC Schwerte 87       |
| 9     | Michael Reimer     | 1. PBC Kreuzberg      |
| 9     | Harald Perathoner  | PBC Point             |
| 9     | Thomas Schröder    | BV Grafschafter Moers |
| 13    | Raik Ernst         | BC Eisleben           |
| 13    | Rolf Commerscheidt | PBC Rot-Gelb Stolberg |
| 13    | Frank Friedrich    | 1. PBC Kreuzberg      |
| 13    | Richard Hartmann   | PBC Sand              |